# Сон Вониль
Сон Вониль (кор. 손원일; 5 мая 1909, Кансо — 15 февраля 1980, Сеул) — южнокорейский военачальник, политик, деятель движения за независимость Кореи от Японской империи, адмирал и 5-й министр национальной обороны Кореи, знаменитый своими заслугами над основанием военно-морских сил Республики Корея. Он считается «отцом военно-морских сил Республики Корея».

## Биография

### Ранняя жизнь
Сон Вониль родился 5 мая 1909 года в уезде Кансо (ныне — район города Нампхо)  провинции Пхёнан-Намдо в семье христианского пастора. Его отец пастор Сон Джондо был деятелем движения за независимость Кореи от Японской империи, работал председателем временного парламента Временного правительства Республики Корея в Китае, поэтому Сон Вониль также с детства участвовал в движении за независимость. Окончил Шанхайский национальный центральный университет. В Шанхае Сон Вониль, увидев иностранные флоты разных стран, решил создать в будущем такой же флот и для своей страны. После обучения в Шанхае продолжал свои исследования в Германии, получив стипендию от китайского правительства.

### Независимость Кореи и основание ВМС Кореи
После освобождения Кореи от японцев 15 августа 1945 года под его руководством была основана Ассоциация по морским делам, преобразованная 11 ноября 1945 года в Группу морской обороны. Вскоре после этого была воссоздана Корейская береговая охрана, прежде чем Береговая охрана, которая 15 августа 1948 года была официально переименована в ВМС Республики Корея. Сон Вониль написал первый гимн южнокорейских военно-морских сил «Вперёд к морю» в 1946 году и стал первым командующим военно-морских сил независимой Южной Кореи 5 сентября 1948 года. Его усилиями было приобретено первое военное судно Республики Корея «Пэктусан». Во время Корейской войны флот под руководством судна «Пэктусан» потопил несколько кораблей северокорейских военно-морских сил в Корейском проливе 25 июня 1950 года, одержал первую победу в истории ВМС Республики Корея. С этого времени Сон Вониля нередко называют «отцом военно-морских сил Республики Корея».

### После Корейской войны
С 1952 по 1956 год занимал пост министра обороны Республики Корея, с 1957 по 1960 год был первым послом Южной Кореи в ФРГ. После окончания дипломатической службы занимал ещё ряд должностей в политике (в частности, входил в состав ЦК Национальной партии, участвовал в работе Ассоциации ветеранов Корейской войны и различных антикоммунистических организаций), также занимался частным бизнесом.

### Смерть
Скончался в Сеуле 12 февраля 1980 года, был похоронен на Сеульском национальном кладбище. В его честь названы подводные лодки типа 214 ВМС Южной Кореи, а также первая подводная лодка этого класса, который заступила на действительную службу 27 декабря 2007 года.